# Noul locatar (film)
Noul locatar (în poloneză Sublokator) este un film de comedie polonez din 1967, regizat de Janusz Majewski.

## Rezumat
Un tânăr om de știință pe nume Ludwik caută un loc liniștit unde să-și poată desfășura cercetările și închiriază o cameră într-o vilă locuită de trei femei singure. Cele trei femei au propriile lor vise sau obsesii: bătrâna doamnă Maria Orzechowska, proprietara vilei, care a îngropat trei soți în timpul vieții, visează să înființeze o fermă de împerechere a șinșilelor cu șobolani pentru a se îmbogăți, nepoata ei, studenta Małgorzata („Małgosia”), vrea să-și omoare mătușa și să se stabilească pe Riviera Franceză, unde să-și cumpere un iaht, în timp ce Kazimiera, o tânără atletă, solicită ca vila să fie transformată într-un centru sportiv pentru femeile casnice. Fiecare dintre ele încearcă să-l atragă pe Ludwik în realizarea planurilor lor.
Situația devine supărătoare atunci când Ludwik își rupe piciorul și este țintuit la pat. În cele din urmă, își rupe și al doilea picior, ceea ce îl face să ajungă complet la mila celor trei femei posesive.

## Distribuție
- Jan Machulski⁠(d) — Ludwik
- Barbara Ludwiżanka⁠(d) — Maria Orzechowska, proprietara vilei
- Katarzyna Łaniewska⁠(d) — Kazimiera, sportivă
- Magdalena Zawadzka⁠(d) — studenta Małgorzata („Małgosia”), nepoata Mariei
- Teresa Lipowska⁠(d) — milițiana Fredzia Kwaśniewska
- Halina Billing-Wohl⁠(d) — mama Mariei
- Krystyna Feldman⁠(d) — asistenta medicală
- Mieczysław Kalenik⁠(d) — ciclist
- Edward Wichura⁠(d) — directorul spălătoriei
- Krystyna Mazurówna⁠(d) — o fată care apare cu fantoma unui colonel
- Witold Pyrkosz⁠(d) — fantoma sublocotenentului
- Wojciech Rajewski⁠(d) — proprietarul câinilor
- Zygmunt Bończa-Tomaszewski⁠(d) — bunica

## Producție
Filmările au avut loc în anul 1966 la Varșovia și Konstancin-Jeziorna (Vila Witoldówka de pe ul. Jagiellońska 28, ul. Batorego).

## Aprecieri critice
Noul locatar urmărește nu doar evenimente reale, ci mai ales situații create de imaginație, comicul apărând, potrivit regizorului, dintr-o „anumită deformare a realității, realizată prin mijloace extrem de realiste”. Criticul sovietic Miron Cernenko a descris acest film ca o „comedie tristă, amuzantă și inteligentă” despre un intelectual conformist, lipsit de voință, capabil să se răzvrătească doar în imaginația sa, și a afirmat că el poate fi privit, din punct de vedere cultural, ca „o satira sumbră a supraviețuirilor iraționale în conștiința socială a oamenilor, ca un «diagnostic al nevrozelor naționale». Nevroza doamnei Maria este tradițională, tipică ulanilor, cea a doamnei Kazimiera este dogmatică postbelică, iar cea a doamnei Małgosia este cea mai actuală, conform modelelor occidentale importate”.
Criticii polonezi au considerat că Noul locatar marchează, alături de alte filme autohtone, „începutul unei cinematografii poloneze noi: ironică, poetică și realistă”.

## Premii
Noul locatar a fost distins cu mai multe premii la festivalurile internaționale de film:
- Premiul FIPRESCI la Festivalul Internațional de Film de la Mannheim (1966)
- o medalie la Festivalul Internațional de Film de la Cork (1967)
- Premiul Hugo de Argint pentru cea mai bună interpretare feminină la Festivalul Internațional de Film de la Chicago (1967) – Barbara Ludwiżanka⁠(d)
- Premiul pentru cea mai bună regie la Festivalul Internațional de Film din Panama (1967) – Janusz Majewski
- Premiul pentru cel mai bun scenariu la Festivalul Internațional de Film din Panama (1967) – Janusz Majewski
- Premiul pentru cea mai bună interpretare feminină la Festivalul Internațional de Film din Panama (1967) – Barbara Ludwiżanka⁠(d)